# Шармој (Ду)
Шармој (фр. Charmoille) насеље је и општина у источној Француској у региону Франш-Конте, у департману Ду која припада префектури Монбелијар.
По подацима из 2011. године у општини је живело 311 становника, а густина насељености је износила 30,67 становника/km². Општина се простире на површини од 10,14 km². Налази се на средњој надморској висини од 679 метара (максималној 852 m, а минималној 460 m).

## Демографија
| 1962. | 1968. | 1975. | 1982. | 1990. | 1999. | 2011. |
| ----- | ----- | ----- | ----- | ----- | ----- | ----- |
| 331   | 356   | 326   | 316   | 298   | 297   | 311   |

График промене броја становника у току последњих година